# Wełykomychajliwka (hromada Wełykomychajliwka)
Wełykomychajliwka (ukr. Великомихайлівка) – wieś na Ukrainie, w obwodzie dniepropetrowskim, w rejonie synelnykowskim, siedziba hromady. W 2001 liczyła 1963 mieszkańców, spośród których 1869 wskazało jako ojczysty język ukraiński, 85 rosyjski, 7 mołdawski, a 2 białoruski.

## Urodzeni
- Feodosij Szczuś